# Елесин, Александр Михайлович
Александр Михайлович Елесин (род. 7 февраля 1996, Ярославль) — российский хоккеист, защитник. Обладатель Кубка Гагарина 2025 года. 

## Карьера
Воспитанник ярославского хоккея. Молодёжную карьеру провёл в дочерней команде «Локомотива» — «Локо». В сезоне 2015/16 года выступал в ВХЛ в составе «Рязани».
Летом 2016 года в результате обмена Александр перешёл в «Амур». В составе хабаровского клуба дебютировал в КХЛ. 
Дебют Александра за команду «Локомотив» состоялся 21 сентября 2017 года в выездном матче с «Югрой», когда он провёл на льду чуть больше 12 минут.
В сезоне 2017/18 в игре против ХК «Салават Юлаев» уже на 5-й секунде встречи Александр Елесин броском из средней зоны пробил Скривенса, открыв свой персональный счёт шайб в КХЛ и установив новый рекорд Лиги, забив самый быстрый гол в истории лиги.
На чешских играх в апреле 2018 года дебютировал в составе сборной России.
В следующем сезоне привлекался в сборную России на Кубке Карьяла и Кубке Первого канала.
В мае 2019 года подписал контракт новичка с клубом НХЛ «Калгари Флэймз».
С сезона 2024-2025 является капитаном ярославского «Локомотива». 21 мая 2025 года стал обладателем Кубка Гагарина. 

## Достижения

### Командные

#### КХЛ
| Год  | Команда             | Достижение                  |   |
| ---- | ------------------- | --------------------------- | - |
| 2024 | Локомотив Ярославль | Серебряный призер КХЛ       | 2 |
| 2024 | Локомотив Ярославль | Обладатель Кубка Открытия   | 1 |
| 2025 | Локомотив Ярославль | Обладатель Кубка Континента | 1 |
| 2025 | Локомотив Ярославль | Обладатель Кубка Гагарина   | 1 |

#### МХЛ
| Год  | Команда        | Достижение            |   |
| ---- | -------------- | --------------------- | - |
| 2014 | Локо Ярославль | Серебряный призер МХЛ | 2 |
| 2016 | Локо Ярославль | Обладатель Харламова  | 1 |

#### Международные (в составе сборной России)
| Год  | Достижение                |   |
| ---- | ------------------------- | - |
| 2022 | Серебряный призер ОИ-2022 | 1 |

## Статистика
| Легенда | Легенда                    | Легенда | Легенда                   | Легенда | Легенда    |
| ------- | -------------------------- | ------- | ------------------------- | ------- | ---------- |
| И       | Количество проведённых игр | Штр     | Штрафное время            | +/−     | Плюс-минус |
| Г       | Голы                       | П       | Голевые передачи          | О       | Очки       |
| -       | Статистика неизвестна      | —       | Статистика не учитывалась |         |            |

## Награды
- Медаль ордена «За заслуги перед Отечеством» I степени (25 февраля 2022 года) — за высокие спортивные достижения, волю к победе, стойкость и целеустремлённость, проявленные на XXIIV Олимпийских зимних играх 2022 года в городе Пекине (Китайская Народная Республика)[5];